# Herbert Maucher
Herbert Maucher (* 7. Mai 1906 in Freiberg/Sachsen; † 19. August 1982 in Singen (Hohentwiel)) war ein deutscher Arbeitswissenschaftler.

## Leben
Herbert Maucher war der Sohn des Mineralogen Wilhelm Maucher. Nach dem Abitur 1925 am Münchner Theresien-Gymnasium studierte er ab 1925 Eisenhüttenkunde an der Sächsischen Bergakademie Freiberg, an der er 1931 zum Diplom-Ingenieur graduiert wurde. Nach dem plötzlichen Tod seines Vaters leitete er von 1931 bis 1936 die Süddeutsche Mineralienzentrale in München, während dieser Jahren promovierte er an der TH München unter Hermann Steinmetz mit Verleihung der Würde zum Doktoringenieur 1936. Ab 1936 bis 1940 begann er als Direktionsassistent des Technischen Direktors seine Tätigkeit bei dem Aluminiumwerk Singen. Zwischen 1940 und 1945 erfolgte die Einführung des Zeitakkords und „Erfindung“ der Analytischen Arbeitsbewertung. Während des Zweiten Weltkrieges wurde Maucher als Arbeitseinsatzingenieur eingesetzt. Von 1945 bis 1946 war er als „politisch Unbelasteter“ interimistisch Personalchef. Von 1947 bis 1971 wurde die Arbeits- und Zeitstudienabteilung zur „Technischen Arbeitswirtschafts- (TI) und Technischen Organisationsabteilung (TO)“ ausgebaut. Am 1. Juli 1971 trat er in den Ruhestand ein.

## Tätigkeitsschwerpunkte
Im Mittelpunkt seiner gesamten Berufstätigkeit stand das Thema „Entlohnung der menschlichen Arbeit“. Dies schlug sich in seiner jahrzehntelangen Arbeit in der Gesellschaft für Arbeitswissenschaft e.V. (GfA) nieder. In seinen Schriften sowie in über 100 Veröffentlichungen, insbesondere den REFA-Nachrichten, befasste er sich mit diesem Thema. Darüber hinaus leistete er durch seine Tätigkeit bei der ASB Bildungsgruppe Heidelberg e.V. (Physiologische Arbeitsgestaltung; Grundkurse der Arbeitsverbesserung und Mitarbeiterunterweisung), dem Verband der Südbadischen Industrie e.V. Freiburg (Aufbau und Betreuung der Meister- und Betriebsleiterkurse) und der IHK-Konstanz (Mitarbeit bei der Konzeption für die Industriemeisterlehrgänge) einen entscheidenden Beitrag zum Berufsbild Industriemeister in Deutschland.

## Schriften
- Über den mineralogischen Aufbau der basischen Martinschlacke und ihre Änderung im Verlauf des Schmelzverfahrens. Diplomarbeit. Bergakademie Freiberg 1931.
- Beiträge zur Kenntnis der Systeme Kupfer-Germanium, Silber-Germanium. Dissertation.TH München 1936 und Carl Hanser Verlag, München 1936.
- Der Lohn in der Wirtschaft. Oberbadischer Verlag, Singen 1947.
- 15 Gespräche über Lohn und Leistung. Archiv Verlag Hoppenstedt, Essen 1953.
- Zeitlohn-Akkordlohn-Prämienlohn. Hermann Luchterhand Verlag, Neuwied/Rh.1957;  neugestaltete und erweiterte Auflage 1968.
- Für und wider die Arbeitsbewertung. Hermann Luchterhand Verlag, Neuwied/Rh.1957.
- Stellungnahme zu den Arbeitsstudien der IG Metall. Rechtsverlag, Düsseldorf 1959.
- Die Akkordschere. Archiv Verlag Hoppenstedt, Essen 1961.